# Bukwica zwyczajna
Bukwica zwyczajna, bukwica lekarska, czyściec lekarski (Stachys officinalis (L.) Trevis., syn. Betonica officinalis L.) – gatunek rośliny z rodziny jasnotowatych (Lamiaceae). Występuje w Afryce Północnej (Algieria, Maroko, Tunezja), w całej niemal Europie oraz na obszarach Azji o umiarkowanym klimacie (Zachodnia Syberia, Turcja, Kaukaz). W Polsce jest średnio pospolity.

## Nazewnictwo i przynależność systematyczna
Według wielu ujęć taksonomicznych gatunek ten zaliczany jest do rodzaju czyściec Stachys jako S. officinalis (L.) Trevis. Prosp. fl. Eugan. 26. 1842. Pozycja taksonomiczna tego gatunku i najbliżej mu spokrewnionych nie jest jednak jednoznacznie ustalona i wciąż podlega debacie. Badania molekularne wskazują na bazalną i odrębną pozycję roślin z grupy Betonica w stosunku do pozostałych roślin z rodzaju Stachys, przemawiają za tym także wyniki analiz biochemicznych i z zakresu morfologii (odrębna budowa włosków).
Krytyczna lista roślin naczyniowych Polski wymienia ten gatunek pod nazwą bukwica zwyczajna i naukową Betonica officinalis.

## Morfologia[12][13]
ŁodygaWzniesiona, czterokanciasta, na ogół pojedyncza, owłosiona odstającymi włosami, słabo rozgałęziona i ulistniona. Osiąga wysokość (20)30–90(100) cm. Pod ziemią posiada krótkie, drewniejące kłącze, z którego każdej wiosny wyrasta część nadziemna, obumierająca wraz z nastaniem jesiennych mrozów.
LiściePodłużnie jajowate, tępo zakończone, u nasady sercowate, brzegiem grubo karbowane, krótkoogonowe lub siedzące, owłosione.
KwiatyNa szczytach łodyg wyrastają gęste kwiatostany w formie nibykłosów, zbudowane z wargowych jasnopurpurowych kwiatów. Kielich dzwonkowaty, z długimi, szydlastymi włoskami. Korona o długości 12–16 mm, wewnątrz rurki korony brak pierścienia włosków. Pylniki bardzo wyraźnie rozchylone.
OwocRozłupnia.

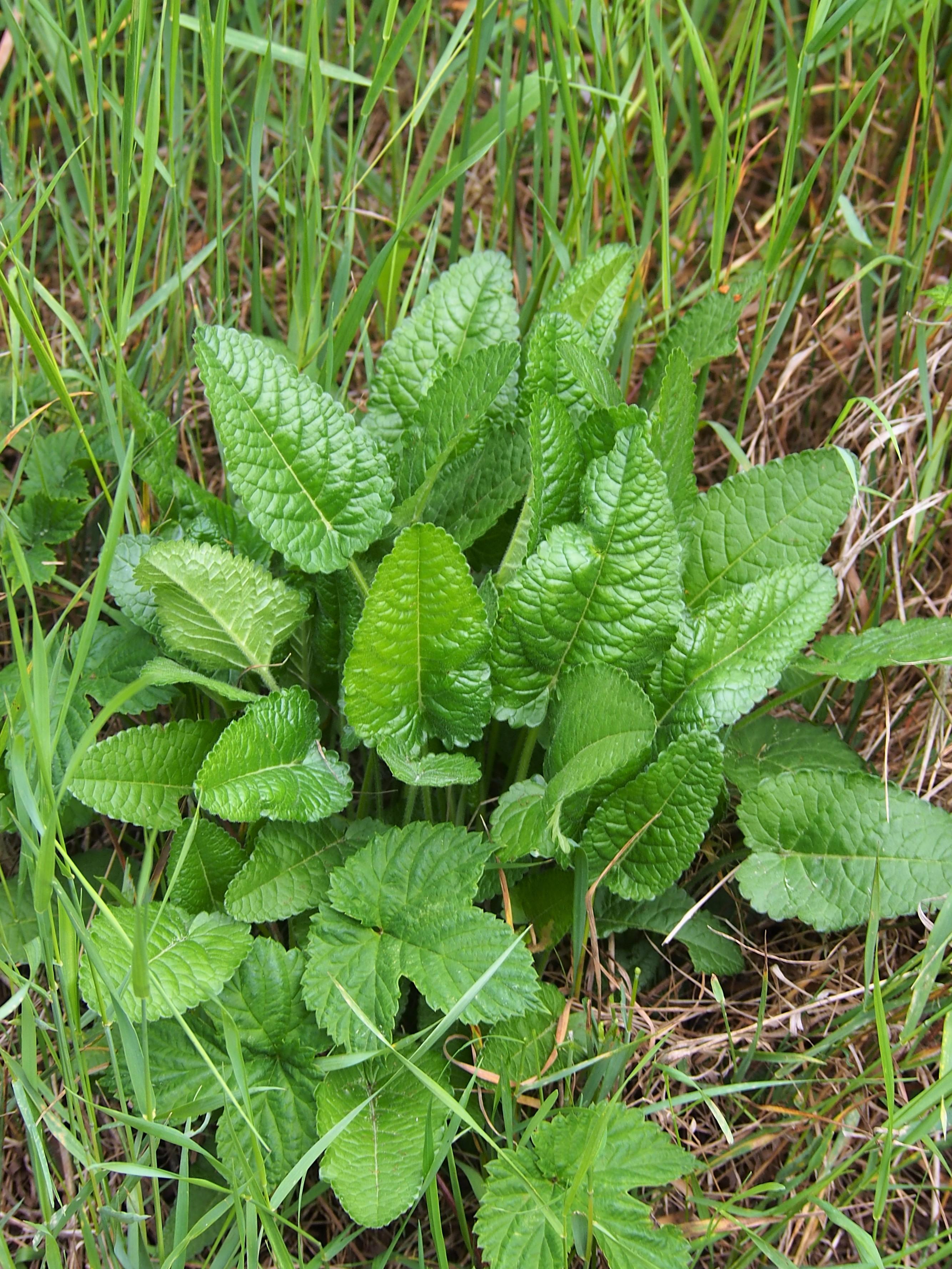
Liście
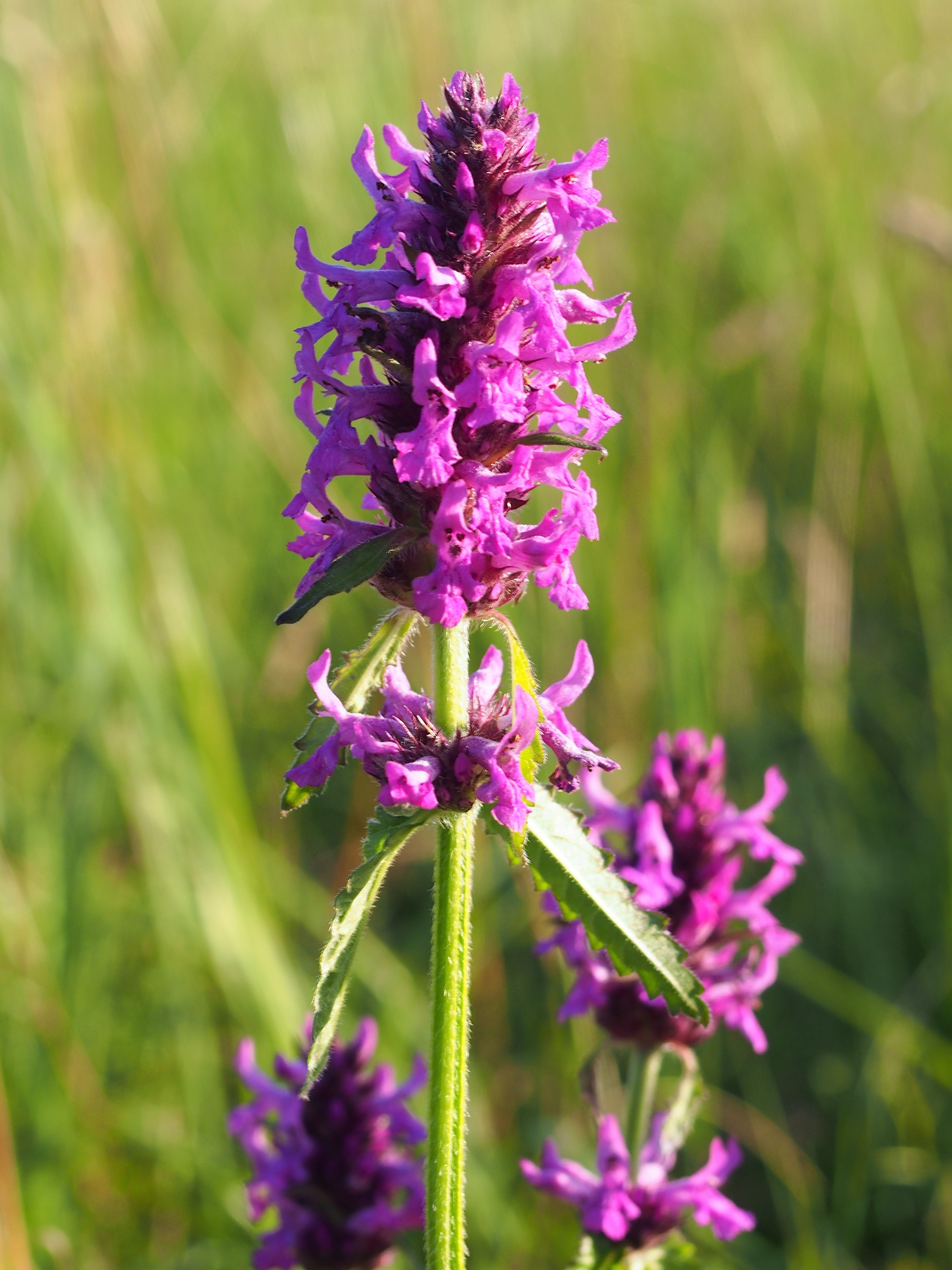
Kwiatostan
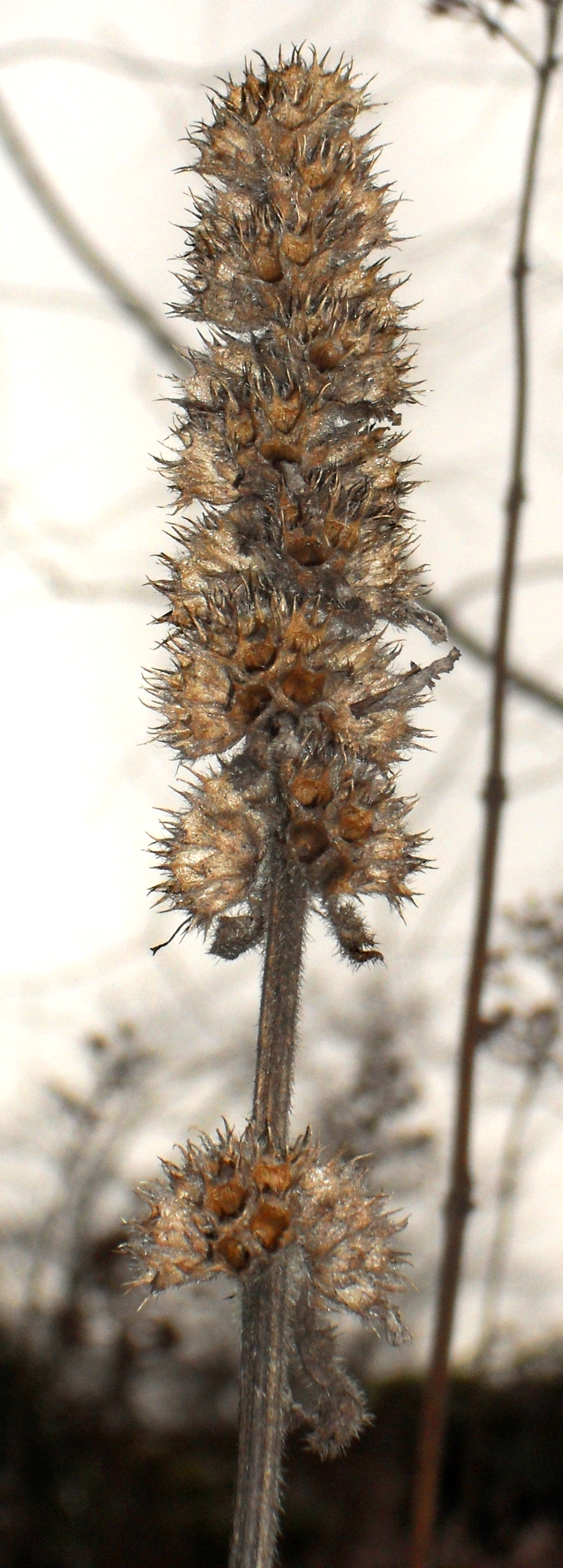
Przejrzały kwiatostan z wysypanymi owocami

## Biologia i ekologia
Bylina, hemikryptofit. Kwitnie od czerwca do września, pojedyncze okazy również w październiku. Rośnie w świetlistych lasach i zaroślach, na miedzach, murawach i łąkach. W górach występuje po regiel dolny. Gatunek częsty w wielu regionach. W klasyfikacji zbiorowisk roślinnych gatunek charakterystyczny dla All. Molinion caeruleae. Liczba chromosomów 2n = 16.

## Zmienność
Gatunek zróżnicowany na sześć podgatunków:
- Stachys officinalis subsp. algeriensis (de Noé) Franco – występuje na Półwyspie Iberyjskim i w północno-zachodniej Afryce
- Stachys officinalis subsp. haussknechtii (Nyman) Greuter & Burdet – rośnie w Bułgarii, Grecji i Turcji
- Stachys officinalis subsp. officinalis – występuje w całym zasięgu gatunku
- Stachys officinalis subsp. serotina (Host) Hayek – rośnie we Włoszech i na Półwyspie Bałkańskim
- Stachys officinalis subsp. skipetarum Jáv. – występuje w Albanii
- Stachys officinalis subsp. velebitica (A.Kern.) Hayek – rośnie na Półwyspie Bałkańskim

## Zastosowanie
Znajduje zastosowanie jako roślina lecznicza.
Surowiec zielarskiLiście, ziele Herba Betonicae (cała roślina), pozyskiwane w początkowym okresie kwitnienia. Zawiera m.in.: gorycze, garbniki, aminy, cholinę, śluz, olejek eteryczny, alkaloidy, glikozydy oraz sole mineralne.
DziałanieDziała bakteriobójczo i przeciwzapalnie, przeciwkrwotocznie, przeciwbiegunkowo, ściągająco i odtruwająco. Odwar z ziela ma działanie ściągające i pobudzające wydzielanie soków trawiennych i jest stosowany doustnie jako pomocniczy w leczeniu niestrawności, bólów brzucha, zatruć pokarmowych, wzdęć oraz lekkich biegunek i słabych krwawień jelitowych. Stosowany także w nieżytach układu oddechowego lub jamy ustnej i gardła, chrypce, nadmiernej potliwości ciała i nóg, bezsenności, bólach głowy i dolegliwościach wątroby. Zewnętrznie stosowany również do przemywania i okładów po zadrapaniach i otarciach skóry, przy wypryskach, owrzodzeniach, trudno gojących się ranach oraz egzemach.
DawkowanieOdwar do stosowania wewnętrznego: 1/2 łyżki suszonego ziela (około 1,5 g) zalać 1/2 szklanki zimnej wody, gotować pod przykryciem 5 minut, odstawić na 10 minut i przecedzić, ciepły odwar pić raz dziennie, na 1 godzinę przed posiłkiem. Do zastosowań zewnętrznych przygotować okład z ligniny lub waty nasączony odwarem z 2 łyżek ziela, przyłożyć do chorej powierzchni skóry i trzymać przez co najmniej 15–20 minut. Zewnętrznie odwar z ziela można stosować jako dodatek do kąpieli, które mają wówczas działanie antyseptyczne, przeciwzapalne i regenerujące tkankę skóry.